# Ingá (Paraíba)
Ingá is een gemeente in de Braziliaanse deelstaat Paraíba. De gemeente telt 18.784 inwoners (schatting 2009).